# Åkroken, Åre kommun
Åkroken är en by i Kalls socken, Åre kommun, Jämtland. Byn ligger längs vägen mellan Frankrike i Offerdals socken och Kallsedet. 
Åkroken präglas av den sydsamiska kulturen. Orten ligger inom Njaarke sameby (Sösjö sameby). Samevisten finns bl.a. i närbelägna Långsådalen och i Tjouren. 
Nära byn ligger fjällen Oldklumpen och Stortuvan samt sjöarna Övre Lill-Mjölkvattnet och Stor-Mjölkvattnet på gränsen till Offerdals socken. 